# Lunataspis
Lunataspis (лат.) — древнейший представитель мечехвостов. Официально описан Дэвидом Радкиным, Грэмом Янгом и Годфри Ноланом по окаменелостям, найденным в северной Манитобе, Канада, в 2005 году. Отложения датируются поздним ордовиком, около 445 миллионов лет назад.

## Открытие и виды
Типовой вид L. aurora был описан по остаткам, найденным в лагерштеттах формации Стоуни-Маунтин, центральная Манитоба. Видовое название aurora в переводе с латыни означает «рассвет», а также связано с мифологической римской богиней.
Второй вид — L. borealis — описан в 2022 году на основе трёх экземпляров, включая взрослую особь (ROM IP 64616) и двух молодых особей (ROM IP 64617 и ROM IP 64618). Все экземпляры найдены в верхней части формации Гулл-Ривер в Кингстоне, Онтарио .